# Clima árido
El clima árido o clima desértico es un subtipo de clima seco. Es el clima de una región del planeta donde las precipitaciones anuales son menores a los 300 mm y donde el modelo climático estudíado se caracteriza por sus escasas precipitaciones, por debajo de la evapotranspiración. Sin embargo, debido al nivel de evapotranspiración, esta cifra puede llegar a 250 mm anuales o incluso superarla ligeramente. Se debe a distintas causas, como la disposición del relieve o la presencia de corrientes marinas frías que evitan o limitan la evaporación y, por consiguiente, la humedad, y dan origen a desiertos costeros.
El medio natural desértico se localiza en las proximidades de los trópicos de cada hemisferio, entre los 15 y 35 grados de latitud aproximadamente.

## Características

### Temperaturas
La temperatura media anual es aproximadamente de 18 °C, y las temperaturas diarias presentan fuertes oscilaciones entre el día y la noche (20 °C o más) en los áridos cálidos. Este hecho se debe a la escasa humedad de la atmósfera, que provoca un enorme calentamiento del suelo durante el día y un fuerte enfriamiento durante toda la noche.
En los áridos fríos, las temperaturas pueden llegar a los −30 °C.

### Hidrografía
Las precipitaciones son muy escasas e irregulares, debido a la influencia permanente de anticiclones tropicales.
En los bordes semiáridos del desierto, hay entre 750 y 150 mm anuales, y los meses áridos son más de siete.
En los desiertos, las precipitaciones anuales pueden ser de tan solo 1 mm, como en la ciudad de Iquique, y en general no alcanzan los 300 mm, y todos los meses son secos. Suelen caer en forma de violentos aguaceros y las aguas que aportan desaparecen pronto por evaporación o por infiltración en el subsuelo.
Los ríos de los desiertos (uadis) solo llevan agua después de las precipitaciones; el resto del tiempo sus cauces permanecen secos. Solo en raras ocasiones desembocan en el mar, ya que sus escasas aguas se evaporan o quedan estancadas en depresiones cerradas.

## Tipos

### Clima desértico cálidoBWh

Regiones del mundo con desiertos cálidos y semicálidos, corresponden a las clasificación de Koppen BWh

Los desiertos cálidos se encuentran comúnmente en las regiones subtropicales. En estas zonas los días están despejados durante todo el año y existen corrientes descendentes de aire estables y anticiclones permanentes. Estas áreas incluyen al desierto del Pacífico (Sudamérica), al Sahara, el desierto arábigo, el desierto Sirio, el Kalahari, partes de Irán, Pakistán, el noroeste de India, el suroeste de Estados Unidos, México septentrional y gran parte de Australia.
Los desiertos cálidos se caracterizan por unas elevadas temperaturas que pueden ser excepcionalmente cálidas en algunos períodos del año. Los desiertos del mundo mantienen todos los récords de temperatura máxima absoluta. En muchas zonas alcanzar temperaturas máximas de entre 40 °C a 45 °C es algo común durante el verano. También son los desiertos las zonas con mayor amplitud térmica diaria, ya que, al no haber nubes ni vegetación el calor es irradiado por la noche hacia el espacio reduciendo drásticamente las temperaturas. En invierno estos desiertos pueden registrar temperaturas por debajo de cero por este motivo aunque suele ser raro.

### Clima desérticoBWk(fríos y templados)

#### Clima desértico frío

Regiones del mundo con desiertos fríos y templados

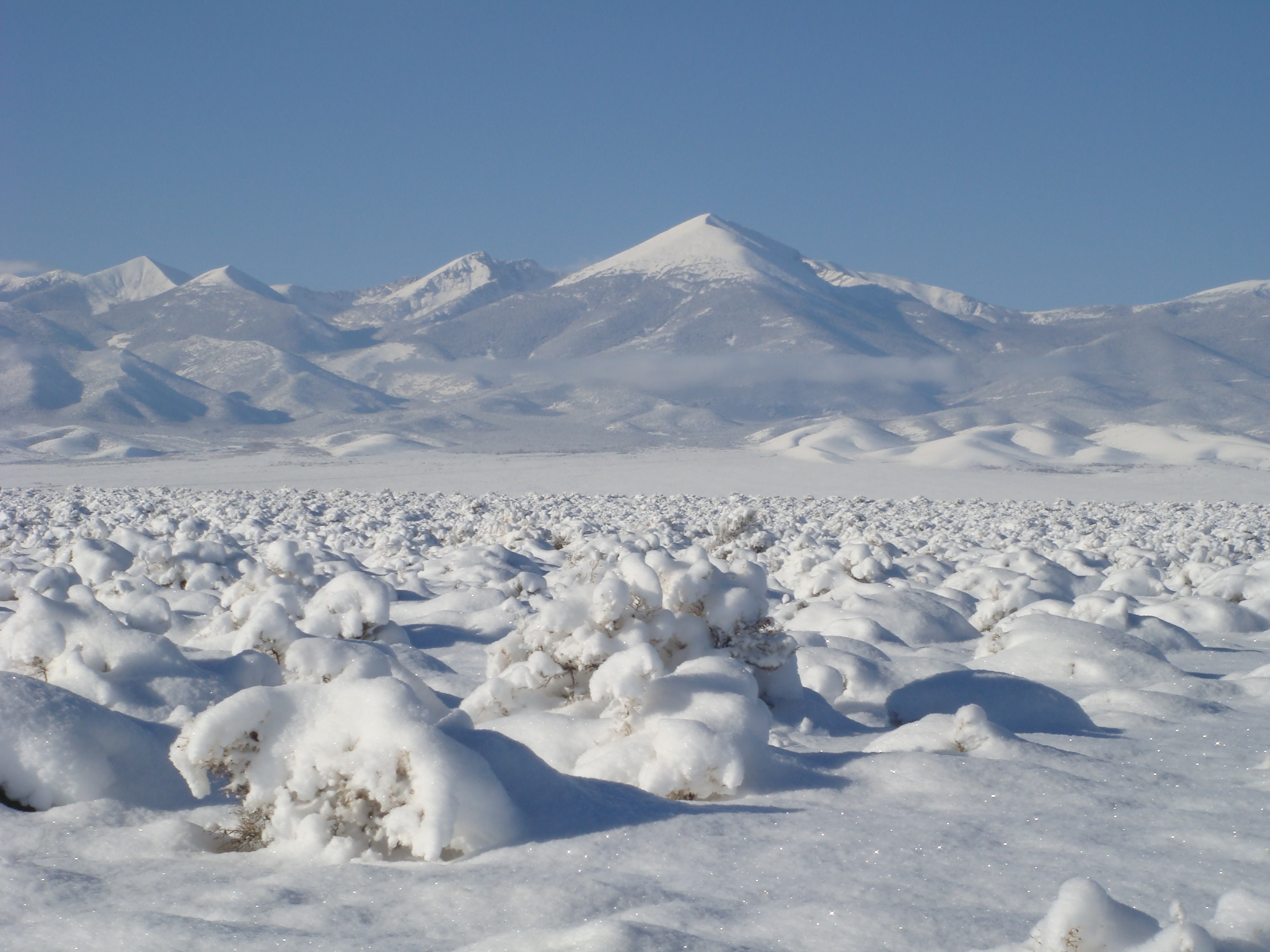
En los desiertos fríos puede caer nieve, como en el Snake Valley entre Utah y Nevada (Estados Unidos)

Esta variante de clima desértico es poco común fuera de Asia, existiendo algunos desiertos fríos en la Patagonia. Un desierto frío está situado generalmente en zonas templadas que sufren una sombra orográfica, es decir, una cordillera montañosa impide que las nubes dejen lluvia sobre la superficie. La meseta del Tíbet, el desierto del Gobi o el desierto de la Gran Cuenca en Estados Unidos son ejemplos de desiertos fríos, donde las precipitaciones son escasas.
Los desiertos fríos pueden tener días cálidos (algunos incluso extremadamente cálidos) y veranos secos, pero nunca serán veranos tan cálidos como los que soportan los desiertos cálidos. Lo que los caracteriza es por tener temporadas excepcionalmente frías, con inviernos secos, y temperaturas por debajo de cero continuamente. Los desiertos fríos suelen estar a mayor altitud que los cálidos, y son generalmente más secos que los cálidos.
Si bien el Ártico y la Antártida tienen condiciones muy similares, a estas regiones se las engloba dentro de clima polar.

#### Clima desértico templado

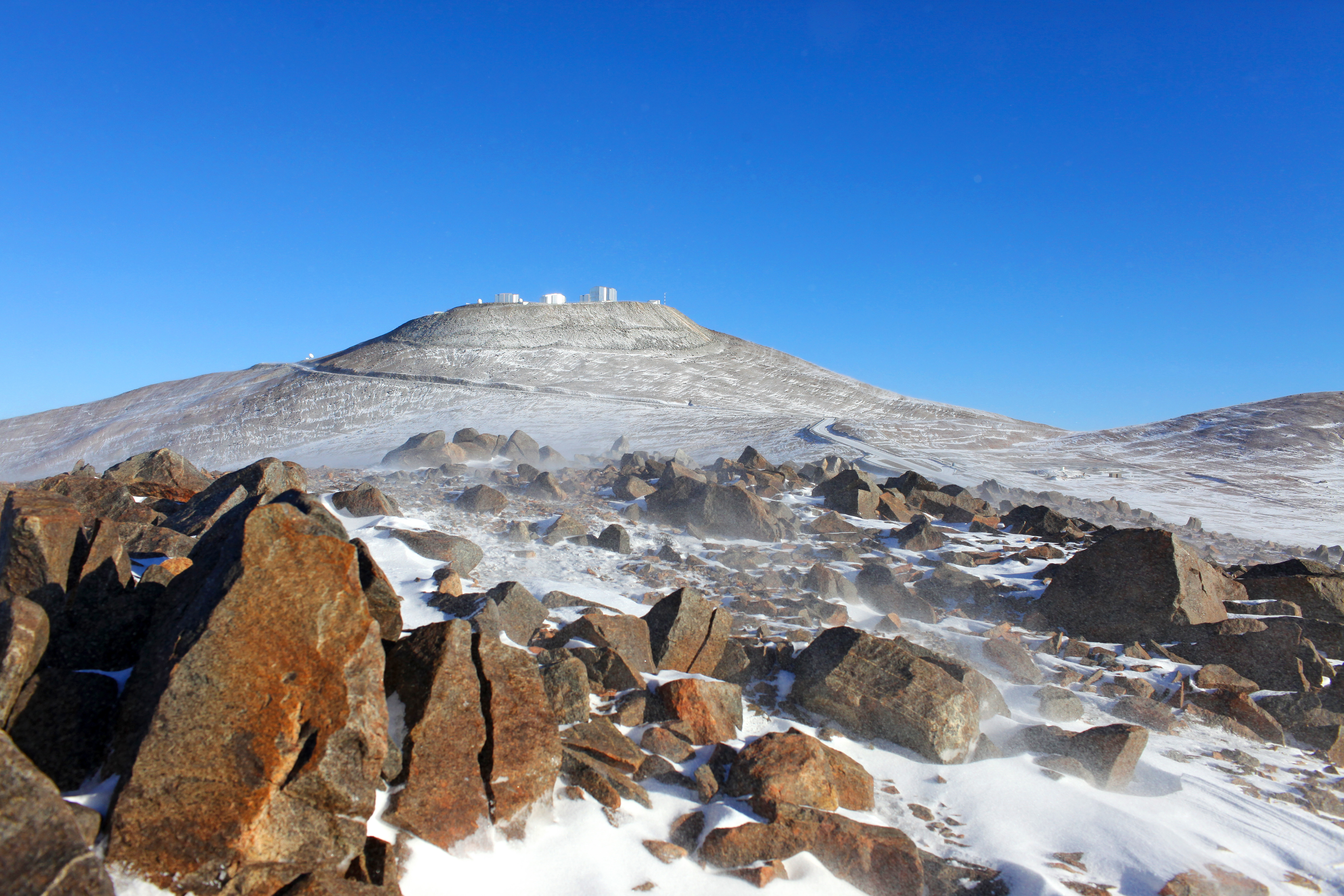
Polvo de nieve en el desierto de Atacama.

Los climas desérticos templados (BWH o BWN) se encuentran generalmente a lo largo de las costas occidentales de los continentes, cerca de áreas tropicales, subtropicales o en altas altitudes. En América del Sur, este clima se encuentra adyacente al Océano Pacífico en secciones del desierto de Atacama en Chile, y también a lo largo de la costa central y sur del Perú; Lima, su capital, tiene un clima desértico templado o suave, que hace que sea una de las capitales más secas del mundo. En América del Norte, este tipo de clima se puede encontrar a lo largo de la costa del Pacífico de la península de Baja California. En África, este clima se encuentra en secciones costeras de Namibia especialmente en la zona de Swakopmund.
Los climas desérticos templados se caracterizan por temperaturas más moderadas que otros lugares en latitudes comparables (por lo general debido a la cercana presencia de corrientes oceánicas frías) con la característica en el caso de los desiertos templados costeros de niebla frecuente y nubes bajas, a pesar de que estos lugares se encuentran entre los más secos en la Tierra en términos de precipitación recibida. Las temperaturas son suaves durante todo el año, por lo general no están sujetos a ninguna de las temperaturas extremas que se encuentran típicamente en los climas desérticos. Algunas publicaciones no tienen una categoría de "desierto templado"; en estos documentos estos climas desérticos solamente se clasifican como desierto caliente o desierto frío, ignorando este tipo particular y peculiar de desierto.

## Flora
La vegetación del clima desértico es escasa, baja y dispersa. Deja extensas superficies sin cubrir, que están ocupadas por arena, piedras o rocas.
En las estepas son hierbas bajas y arbustos aislados, y en los desiertos, plantas espinosas, como los cactus y matorrales. Solamente en los oasis la presencia de agua permite una vegetación abundante, entre la que destacan las palmeras.

## Fauna
La fauna de los desiertos es escasa y poco variada. Incluye reptiles como las serpientes y lagartos; insectos como escarabajos; arácnidos como los escorpiones; aves rapaces y mamíferos, como ratones, zorros, chacales, camellos, dromedarios y coyotes.

## Suelo
Los suelos son de color pardo rojizo. Son pobres en materia orgánica, debido a la escasa vegetación, y se encuentran muy erosionados por la acción del viento.
Los suelos de las depresiones son salinos, pues cuando llueve se convierten en lagos y, luego, al evaporarse el agua, precipitan las sales que contienen y se forman costras de sal sobre la superficie.

## Población
La población de los desiertos es escasa, debido a las difíciles condiciones del medio natural. Se concentran en las costas, junto a los valles de los ríos y en los oasis. Unos ejemplos de las pequeñas poblaciones son los tuareg, los bosquimanos, los beduinos, los sanhaya, los tubu y los zenata.

### Los bosquimanos
Los bosquimanos viven en el desierto del Kalahari, localizado en el sur de África dedicados a la caza y a la recolección de frutos y de raíces silvestres. No disponen de cabañas y se refugian entre los matorrales. Su denominación procede del bushmen, que en inglés significa "hombres de los matorrales".

### Los tuaregs
Los tuareg eran pueblos nómadas que vivían en el desierto del Sahara. Su actividad tradicional era el intercambio transahariano de mercancías entre el océano Atlántico y el mar Mediterráneo, utilizando caravanas de camellos. Esta actividad finalizó a mediados del siglo XX.

### Los beduinos
Los beduinos son pueblos nómadas de las estepas del noreste de África y Oriente Medio (Egipto, Libia, Malí, Siria o Arabia). Viven de la cría del ganado, lo que les obligaba a desplazarse en busca de agua y pasto para el ganado.
Actualmente son seminómadas, aunque se desplazan con su ganado, mantienen una agricultura estable en el borde del desierto.

## Actividades económicas del clima árido
Son la caza y el pastoreo nómada en las estepas y en los desiertos, y la agricultura sedentaria en los oasis.

### Las actividades económicas tradicionales
En las estepas y en los desiertos viven algunos pueblos cazadores y recolectores que se trasladan de un lugar a otro cuando se acaban los alimentos, como los aborígenes australianos y los bosquimanos del Kalahari.

#### La caza y recolección de los pueblos nómadas
Los pueblos nómadas que se dedican al pastoreo y que se desplazan con sus rebaños de cabras y camellos en busca de pastos temporales y agua, como los tuareg del Sahara, o los beduinos de Arabia. Ambos aprovechaban sus desplazamientos para organizar caravanas comerciales e intercambiar productos con los pueblos de los oasis, a los que vendían sal, oro y esclavos. Actualmente, este modo de vida está en decadencia, al haber desaparecido el comercio de esclavos y las caravanas ante la competencia de los transportes modernos.

#### La agricultura sedentaria e irrigada en los oasis
Aprovechando la existencia de agua subterránea o el agua superficial procedente de los ríos, wadis, o manantiales nacidos a partir de las precipitaciones caídas en montañas cercanas.
Los cultivos de los oasis se superponen en altura. Debajo de un piso de palmeras datileras, que dan sombra y reducen la evaporación, se cultivan árboles frutales, cereales y hortalizas. El suelo se abona y se riega mediante técnicas tradicionales, como pozos y canales de riego.

### Actividades económicas modernas
En algunos desiertos han surgido, en los últimos 30 años, actividades económicas modernas, como son:

#### El turismo
El turismo ha crecido en algunos oasis. Está relacionado con las peculiaridades del paisaje y con el deseo de conocer culturas y costumbres diferentes.

#### La agricultura y la ganadería intensiva
Se han extendido en algunas zonas. La modernización agrícola se ha basado en el uso de modernas técnicas de captación del agua y en la construcción de presas. La ganadería intensiva se dedica a la cría de ovejas, caso de los bordes de los desiertos de Australia.